# 尼羅斯
尼羅斯（Nilus，希臘文：Νεῖλος）是希臘神話中的一個人物，是俄刻阿诺斯生下的3000個河神之一。
關於尼羅斯的記載不多。他的妻子是俄刻阿尼得斯（海仙女）之一的卡利爾俄，尼羅斯共有三個女兒：阿奇羅（Achiroe），孟菲斯（Memphis）以及奇奧尼（Chione）。尼羅斯是尼羅河在希臘神話裡的代表。